# 동양시스템즈
동양시스템즈는 대한민국의 IT 기업이다.

## 연혁
- 1991년 3월: 동양정보통신으로 설립
- 1993년
  - 8월: 캐나다 SHL시스템하우스사와 기술도입/합자투자 계약 체결
  - 12월: 동양SHL로 상호변경
- 1995년 1월: 동양정보통신센터 완공 (송파구 오금동)
- 1996년 12월: 동양시스템하우스로 상호변경
- 1999년 12월: 동양시스템즈로 상호변경
- 2000년: 코스닥 등록 (30790)
- 2005년 6월: 3년 연속 지배구조 우수기업으로 선정
- 2006년 12월: ISO 20000 인증획득
- 2007년 10월: 베트남 SME 증권사와 증권시스템 구축을 위한 MOU 체결
- 2008년 7월: 베트남 대표 IT서비스기업 HPT社와 조인트벤처社Tong Yang-HPT High Tech(TY-HPT) 설립
- 2009년 9월: KT로부터 금융전문 IT서비스기업 KT FDS인수
- 2010년
  - 4월: KT FDS와 합병
  - 11월: 유가증권시장 이전상장
- 2011년
  - 12월: Fujitsu와 Platform Distributor MOU로 시스템사업 진출
- 2012년
  - 4월: TILON과 클라우드사업 MOU 체결
  - 6월: KT와 스마트워크사업 MOU체결
  - 7월: 동양네트웍스로 상호변경
- 2013년
  - 10월: 회생절차 개시 신청 및 결정.
- 2014년
  - 3월: 회생절차인가 결정.
- 2015년
  - 3월: 회생절차 종료
  - 5월: 송파구 잠실 애플타워 사옥 이전
- 2016년
  - 1월: 클라우드 서비스(Nephos) 개시
- 2018년
  - 8월: 디지털 기반 콜센터 사업 시작
- 2020년
  - 3월: IT부문 물적분할(신설법인)
  - 3월: 서울시 성동구 왕십리 코스모타워 사옥 이전
  - 7월: 동양시스템즈로 상호변경
- 2021년
  - 3월: 미국법인 설립, 유럽법인 설립
  - 7월: 홍콩법인 설립
  - 8월: 싱가포르법인 설립
  - 12월: SW산업인의 날 과기부 장관상 수상
- 2022년
  - 2월: 동양IT아카데미 설립
  - 4월: 베트남법인 설립

- 2024년
  - 5월: 부도 - 영업 손실에 최장림 사장 경영 4년만에 회생절차  진행
  - 서울회생법원 제11부가 채무자 주)동양시스템즈에 대해 포괄적 금지 명령
  - 관련 기사 : https://www.sedaily.com/NewsView/2D96P9H34I